# Hökön
Hökön är en småort i Osby kommun i Skåne län.

## Historik
Hökön ligger i Loshults socken och bestod från början bara av några bondgårdar. Byn fick ett kraftigt uppsving 1901 när där anlades en station vid järnvägen Älmhult–Sölvesborg.
Ute på den stora Vakö myr norr om samhället bedrevs mycket en omfattande produktion av bränntorv både under första och andra världskriget. AB Vakö Torvpulvers stora fabrik, uppförd i armerad betong, kvarstod öde fram till 1970-talet, då den sprängdes i en militär övning. Till minne av bränntorvsproduktionen restes sommaren 2008 en minnessten i Hökön. En stickspår gick till fabriken från Hökö station, med industritåg dragna av ångloket Vakö till slutet av 1950-talet.
Den 13 juli 1921 hotades byn av en stor skogsbrand, i den dåtida rikspressen känd som "Loshultsbranden", som rasade väster om Hökön. Byn täcktes av aska och delar av befolkningen evakuerades med tåg. Dagen efter ändrade vinden riktning, en olycka för andra byar men Hökön räddades från elden. En annan stor brand utbröt på Vakö myr i juli 1992, som även den fick stort utrymme i riksmedia. Hökön var periodvis hotat även under denna brand, men det stora räddningsuppbådet lyckades hindra elden att nå samhället.

### Befolkningsutveckling
| Befolkningsutvecklingen i Hökön 1960–2015            | Befolkningsutvecklingen i Hökön 1960–2015 | Befolkningsutvecklingen i Hökön 1960–2015 | Befolkningsutvecklingen i Hökön 1960–2015 | Befolkningsutvecklingen i Hökön 1960–2015 |
| ---------------------------------------------------- | ----------------------------------------- | ----------------------------------------- | ----------------------------------------- | ----------------------------------------- |
|                                                      |                                           |                                           |                                           |                                           |
| År                                                   |                                           |                                           | Folkmängd                                 | Areal (ha)                                |
| 1960                                                 | 1960                                      |                                           | 212                                       |                                           |
| 1965                                                 | 1965                                      |                                           | 222                                       |                                           |
| 1975                                                 | 1975                                      |                                           | 218                                       |                                           |
| 1980                                                 | 1980                                      |                                           | 200                                       |                                           |
| 1990                                                 | 1990                                      |                                           | 177                                       | 34#                                       |
| 1995                                                 | 1995                                      |                                           | 170                                       | 43#                                       |
| 2000                                                 | 2000                                      |                                           | 158                                       | 43#                                       |
| 2005                                                 | 2005                                      |                                           | 131                                       | 44#                                       |
| 2010                                                 | 2010                                      |                                           | 108                                       | 44#                                       |
| 2015                                                 | 2015                                      |                                           | 118                                       | 49#                                       |
| Anm.: Tätort 1960–1965 samt 1975–1980. # Som småort. |                                           |                                           |                                           |                                           |

## Samhället
I nutiden består Hökön mest av ett antal villor av varierande ålder.  De affärer som tidigare fanns i Hökön är numera nedlagda, liksom banken och järnvägsstationen. Däremot har Hökön lyckats behålla sitt räddningsvärn och sin lilla brandstation, mycket tack vare bybornas egna insatser. 

## Näringsliv
Den största arbetsplatsen är Hökönsågen AB, ägt av MöckelnGruppen i Älmhult.

## Evenemang
Under några dagar under sommaren arrangeras varje år Hököns marknad.